# Opus Prize
Opus Prize — международная премия, присуждаемая за гуманитарную деятельность и социальные инновации . Учреждена фондом Opus Prize Foundation в 2004 году . Размер главной награды - 1 млн долларов США, два финалиста получают по 100 тысяч долларов . Лауреаты выбираются при участии католических университетов.